# میچیو آشیکاگا
میچیو آشیکاگا (به انگلیسی: Michio Ashikaga) بازیکن فوتبال اهل ژاپن و عضو تیم ملی فوتبال ژاپن است که در تاریخ ۲۳ سپتامبر ۱۹۷۱ میلادی اولین بازی ملی‌اش را انجام داد. او در ۷ بازی ملی حضور داشت و آخرین بازی ملی خود را در تاریخ ۸ سپتامبر ۱۹۷۵ میلادی انجام داد. میچیو آشیکاگا در بازی‌های ملی‌اش
گلی به ثمر نرساند.